# ブーディカ

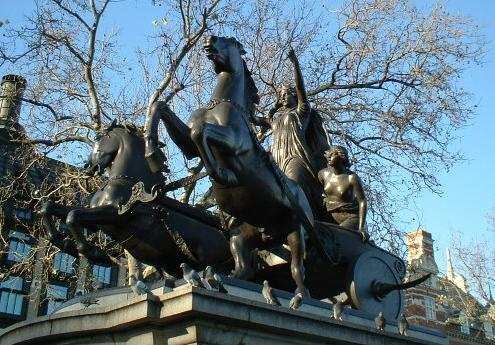
二人の娘とともにチャリオットに乗るブーディカの像。ウエストミンスター橋西端。

ブーディカ（BoudicaまたはBoudicca、過去にはBoadiceaなどとの表記も。日本語でもボウディッカ、ボアディケア、ボーディカ、ブーディッカ、ボアディシアなどと訳される。生年不詳 – 60年/61年?）は、現在のイギリス、東ブリタンニア、ノーフォーク地域を治めていたPケルト言語圏域のケルト人イケニ族の女王である。夫プラスタグス王の死に乗じて王国を奪った（少なくとも彼女はそう判断した）ローマ帝国に対し、数多くの部族を纏め上げ大規模な反乱を起こした。
60年から61年頃、ガイウス・スエトニウス・パウリヌス総督率いる軍がウェールズ北部のモナ島（現在のアングルシー島）で戦闘に当たっていた機に乗じ、ブーディカはイケニ族やトリノヴァンテス族らを率いて反乱を起こし、トリノヴァンテスの故地カムロドゥヌム（現在のコルチェスター）奪回や各地のローマ帝国植民地を次々に攻略し、クィントゥス・ペティリウス・ケリアリスが率いたローマ軍第9軍団ヒスパナを打ち負かした。さらにブーディカ軍は市制が敷かれてわずか20年のロンディニウム（現在のロンドン）を破壊し尽くし、さらにはウェルラミウム（現在のセント・オールバンズ）にも攻め入り数万人もの人々を殺戮した。当時のローマ皇帝ネロは軍の撤退を決断したが、最終的にブーディカはワトリング街道の戦いでスエトニウスの戦略の前に敗れた。
これらの出来事は歴史学者タキトゥスとカッシウス・ディオによって纏められていた。一時は忘れられていたこの歴史書はルネッサンス時代に再発見され、ビクトリア朝の時代には当時の女王ヴィクトリアと同じ意味を有する名を持つ伝説の女王としてブーディカの伝記は広く知れ渡った。それ以降、ブーディカはイギリスの重要な文化的アイコンとして認知されている。

## ブーディカの名
20世紀後半まで、「戦いの女王」を意味したブーディカの名はBoadiceaと記されていたが、これは中世にタキトゥスの原稿から写本が作成された際にスペルの記入ミスが残ったものと推測されている。他にも、タキトゥスの著作にはBoudicea、ディオの著作にはΒουδουικα、ΒουνδουικαやΒοδουικαなどの表記も散見される。現在では、勝利（＝Victory）を意味するケルト語の*boudaもしくは古代ケルト語の*boudīkoの元であり、これらの単語から派生したと考えられるアイルランド語のbuaやBuaidheach、ウェールズ語のbuddugなどの共通の語源だったものと考えられる点から、BoudiccaもしくはBoudicaが本来の綴りだったとの仮説が主流となっている。なお、碑文などを辿るとブーディカの綴りは、ルシタニアではBoudica、ボルドーではBoudiga、ブリタンニアではBodiccaとも表記されている。
言語学者のケネス・ジャクソン(en)はウェールズ語やアイルランド語に基づき、正しい綴りをBoudica、発音を[bɒʊˈdiːka:]と結論づけた。ただ、しばしば使われる発音[ˈbuːdɪkə]もほぼ慣用化している。

## 生涯
ディオは「ブーディカは知性溢れる女性であった」と述べるとともに、背が高く、腰下まで伸ばした赤い髪を靡かせ、荒々しい声と鋭い眼光を持っていたと表現している。トルク（ケルト人が好んで身に付けた、金属製の太い首輪状の装身具）と推測される大きな金製のネックレスを常に身に付け、色鮮やかなチュニックのブローチで留めた厚手の外套を羽織っていたとも言う。また、装飾も宝石など豪華なものを用いた様で、ブーディカが身に付けたと言われるオーナメントも伝わっている。

### 胎動
彼女の夫プラスタグスはイケニ族の王であり、現在ではノーフォークおよびその近郊あたりと推測される地域に居住していたと考えられる。そこはローマ直接の支配が及ぶ範囲には位置せず、43年にはグレートブリテン島に遠征していた皇帝クラウディウスのローマ軍と同盟関係を結び「同盟領主（rex socius）」となることで彼はその土地の支配権を認められ独立を維持していた。彼らは、47年にローマ長官プブリウス・オストリオス・スカプラが脅迫的に武装解除を迫った時にも、反乱を持って応える程の力を有していた。当時としては際立った長命を誇ったプラスタグスではあったが、彼はその死後を憂い、ローマ皇帝をブーディカとの間に生まれた二人の娘との共同統治者に立てることで、王国の平安を維持しようとした。

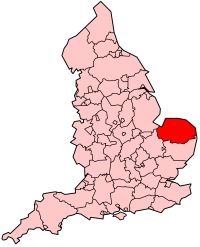
現在のノーフォーク。かつてイケニ族が支配していた

しかしブーディカの夫に限らず同盟領主の地位は完全な独立国の王とは違い、以下のような制限がかけられていた。
- 同盟領主同士や他勢力の国と独断で戦を始めてはいけない、ローマ自身に戦がある場合は援軍を提供する義務があった。
- 他の国家と同盟を結ぶことは禁じられた。
- 貨幣の鋳造権は銅貨は自由にできたが銀貨は制限があり、金貨はほぼ認められなかった。
- 元老院の確認の有無にかかわらず帝政期には皇帝の明確な勅許なしでは王の権利を行使したり王を名乗ってはいけなかった。
- 王の称号は本人のみ有効で死亡すると消滅する。（領主として問題があるとされた場合は存命でも剥奪されることがある[6]。）

この最後の掟のため同盟領主の地位は建前上は世襲ではなく、大多数の子供が後を継ぐ場合でも再度皇帝から同盟領主の勅許を受ける必要があったのだが、子供が居ない場合や居ても領主としての能力がないと判断されると領土の一部だけ支配を許されたり、傍系の人物や血縁のない人間が次の同盟領主に選ばれたり、場合によっては総督がきてローマ帝国の直轄支配になるケースがザラにあった。
アナトリア半島のビテュニアやガラティアのように、後になってから何らかの理由で皇帝属州に併合された例は多かった他、複雑な例ではユダヤ地方のようにヘロデ大王の息子のアルケラオスの時代に没収を受けてローマ直轄のユダヤ属州になった領土が、ヘロデの孫のアグリッパ1世の時代に同盟領主の彼の支配下に返還され、さらにアグリッパ1世の死後、息子のアグリッパ2世が若いという理由で再度没収され、成長してから少しづつ返還されていったというケースもある（フラウィウス・ヨセフスの『ユダヤ古代誌』第XVII巻13章・第XIV巻5章と9章、第XX巻7章など参照）。
また、前述のヘロデ大王の妹のサロメがいくつかの都市の支配権を継承したようなケースもあるが、領土の相続は原則男子のみに限られており、女子は基本的に継承権を持っていなかった。
このような考え方の相違から、プラスタグスが亡くなると彼の根回しは無視されるどころか、遺言を逆手に取られ、王位と財産の半分はローマ皇帝の物とされた上で娘たちへの相続は無効と一方的に解釈されてしまい、それを口実に王国は征服されたがごとく帝国に編入されてしまった。領土や財産は有無を言わさず没収され、重税を課され、貴族たちは奴隷のように扱われた。タキトゥスの記述によると、ブーディカは鞭打たれ、元首のはずの娘たちは陵辱された。一方ディオは、これらの背景にはルキウス・アンナエウス・セネカを含むローマの財政官たちが負債返済を目的に暗躍した結果だと伝えている。タキトゥスはそこまであからさまに述べてこそいないが、奢侈な生活を好んだ行政長官デキアヌス・カトゥスが重ねた帝国からの借金について触れ、似たような背景の存在を暗に匂わせている。

### 蜂起
60年から61年頃、当時の総督だったガイウス・スエトニウス・パウリヌスが軍を率いてブリタンニアの抵抗勢力が立て篭もるドルイドの要塞があった北ウェールズのモナ島鎮圧に当たっていた時を狙い、イケニ族はトリノヴァンテス族など近隣の部族とともに蜂起し、ローマへの反乱の口火を切った。彼らは、トイトブルク森の戦い（9年）でライン川北部からローマを追い出したケルスキ族の王子アルミニウスや、やはりガイウス・ユリウス・カエサルのローマ軍を追いやった彼らの祖先の故事に倣おうとしたと思われる。ディオによると、反乱軍のリーダーに選ばれたブーディカは、懐に忍ばせた野ウサギを逃し、それが走り去った方向から吉凶を占う儀式を執り行って、ブリタンニアの勝利の女神アンドラステへ祈りを捧げたと伝わる。この様子をディオは以下のように伝えている。

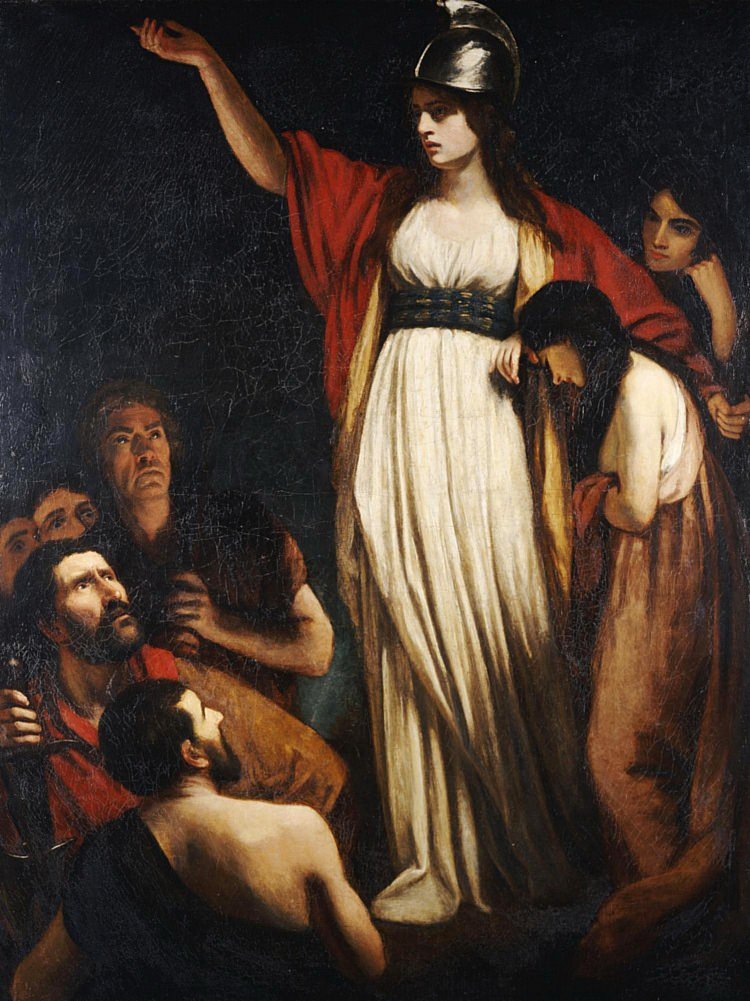
ブリタンニア人に対し演説するブーディカ（ジョン・オピー作）

"Let us, therefore, go against (the Romans), trusting boldly to good fortune. Let us show them that they are hares and foxes trying to rule over dogs and wolves." When she had finished speaking, she employed a species of divination, letting a hare escape from the fold of her dress; and since it ran on what they considered the auspicious side, the whole multitude shouted with pleasure, and Buduica, raising her hand toward heaven, said: "I thank thee, Andraste, and call upon thee as woman speaking to woman..."

「これにより、私たちを（ローマ人へ）向かわしめ、勇ましさと幸ある未来をご信託ください。彼奴らが、犬や狼を御そうとする野ウサギか狐であることをお示しください」彼女（ブーディカ）は祝詞を終えると、衣の襟を開いて野ウサギを放ち、予言の儀を執り行った。野ウサギは吉を兆す方へ駆け、群集は歓喜の声をあげた。ブーディカは掌を天に高く掲げつつ述べた。「アンドラステの神よ、感謝を捧げます。ひとりの女として、女性である貴女へ…」

この儀礼が、彼女ブーディカの名に「勝利」の意味を含み持たせたと考えられている。
反乱軍は、ローマの植民地とされていたかつてのトリノヴァンテス族の首都カムロドゥヌムを最初の標的とした。そこはローマの退役軍人が築いた都市であり、先住民の私財と強制労働によって建てられた前皇帝クラウディウスを祭った神殿があったことも反乱軍の憎悪を掻き立てる原因となっていた。住民は行政長官カトゥスに軍の増強を要請したが、彼が送ったのはわずか200人程度の予備役隊だけだった。ブーディカ軍は不満足な防衛線しか敷けなかった都市を攻め、神殿に篭城する残存勢力を2日間で落とし、その勢いのまま都市そのものを破壊した。後に総督となるクィントゥス・ペティリウス・ケリアリスは第9軍団ヒスパナを動員して都市の奪回に挑んだが、ブーディカ軍に大敗する結果となった。歩兵隊は壊滅し、指揮官とわずかな騎兵だけが脱出を果たしたに過ぎず、カトゥスも這々の体でガリアに遁走した。
反乱の知らせを受けたスエトニウスはロンディニウムを目指しホスタイル領を貫くワトリング街道を急ぎ進んだ。ブーディカ軍の次の標的となったロンディニウムは43年のクラウディウスの遠征以降に成立した比較的新しい町ながら、商人や旅行者などからローマの仕官らも数多く滞在していたであろう活気に満ちた商業都市に成長していた。スエトニウスは当初こそ市街戦を想定したが、自軍が数に劣る点やペティリウス敗戦の報を考慮し、大局的な視点からロンディニウム防衛を諦めた。こうして繁栄した都市は見捨てられて反乱軍の手に落ち、その全てが燃やし尽くされた。市民は、スエトニウス軍の許まで逃げ延びた者を除き、残らず虐殺された。現代のロンドンに当たるこの地からは、硬貨や陶磁器類を含んだ60年前後に堆積したと推測される酸化物が厚く積み重なった赤色層が考古学的発掘作業によって発見され、この故事を科学的に裏付けている。

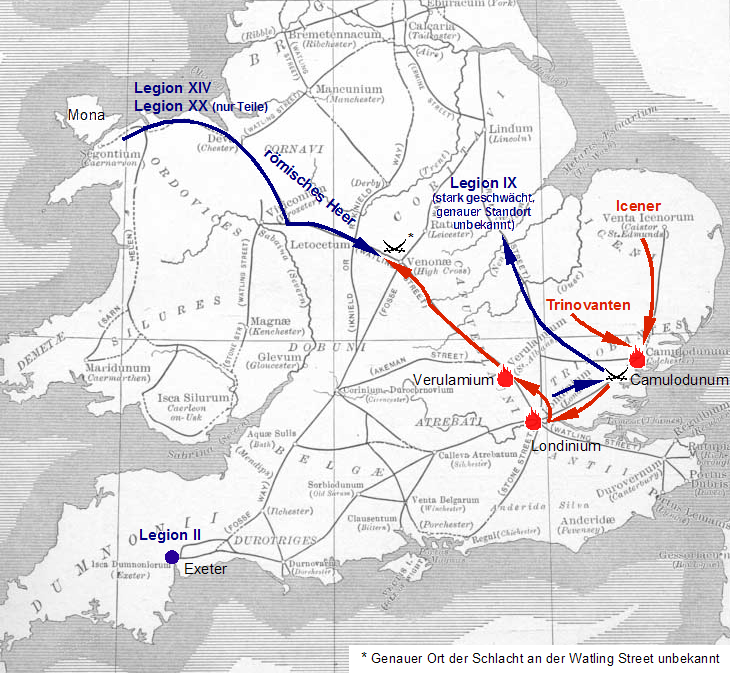
反乱の軌跡。
ブーディカ軍
ローマ軍

カムロドゥヌム、ロンディニウムに続き、反乱軍は続いてウェルラミウム市に攻め入った。この3都市は例外無く廃墟と化し、7万とも8万とも言われる人々が惨殺された。タキトゥスによると、ブリタニ人たちは捕虜を奴隷として使役することや人身売買などに出すことには全く関心を寄せず、ことごとく絞首刑・火あぶり・磔などの虐殺に掛けた。ディオによる記述はより凄惨さを極める。ある貴婦人は乳房を切り取られ、それを無理やり口に押し込まれた上で吐き出さないよう唇を縫い合わされ、鋭い杭の上に突き刺された。それは、女神アンドラステが宿るとされる木立のような本来神聖とされる場所をあえて選び行なわれた、儀式に捧げる生贄か、饗宴のお飾りか、もしくはふざけた遊びのおもちゃとして弄ぶかのようなものだったと述べている。

### ローマの反撃
ロンディニウムやウェルラミウム市民を犠牲にして時間を稼いだスエトニウスは、彼が率いる第14軍団ゲミナに第20軍団ウァレリア・ウィクトリスからの派遣隊を加え、さらに可能な限りの予備役隊との合流を果たして戦力の増強に成功した。第2軍団アウグスタのポエニウス・ポストゥムスこそ集結に呼応しなかったが、それでもスエトニウスは約10,000人の兵を配下に置くことができた。彼はウェスト・ミッドランズ州のいずこかと推測されるワトリング街道が狭窄になっている場所に部隊を配置する作戦を取った。
一方のブーディカは、ディオの記録によると二人の娘を脇に従えつつ、チャリオット上から既に約230,000人程まで膨らんだ反乱軍を指揮していた。タキトゥスによるとブーディカは、財産を奪われた貴族としてではなく、自由を奪われ、理不尽に鞭打たれ、娘たちの純潔を踏みにじられたことに復讐を誓った只の人としてここにいると語ったとされる。また、正義は我々にあり、神とともにあり、先の闘いで軍隊を撃退したことがそれを証明しているとも宣言した。そしてまた彼女は、男性は隷属の屈辱に耐えて生き延びる道を選ぶこともできるであろうが、女性である自分は勝利もしくは死の選択しか残されていないとも語った。
ブーディカ軍とスエトニウス軍はワトリング街道にて対峙した。圧倒的な数を誇った反乱軍ではあったが、装備の貧弱は否めなかった。対するローマ側は訓練され熟練した兵士と先進的な武器が物を言い、有利な立場にあった。街道の狭い部分を戦場に選んだスエトニウスの作戦も的中し、反乱軍は数の優位を生かすことができなかった。戦いの口火が切られてもローマ軍は無闇に進軍せず、殺到するブリタンニアの大軍に無数のピルムを投擲した。槍を使い果たすとローマ軍は、勢いを取り戻したブーディカ軍を開けた地へ巧みに誘いこんだ。ローマ軍がV字編隊を組んで進撃すると、ブリタンニア側はこれを避けようと動いた。しかし反乱軍は、彼ら自身の家族が控えるために戦場の後方に弧形に配置していた荷馬車群に阻まれ、攻撃を回避できずことごとく倒された。タキトゥスは、ローマ側の犠牲者がほんの400人程度だったのに対して「ある報告によると約8万人の反乱軍兵士が倒された」と語り、ブーディカは毒を服して死を選んだという。ディオは異を唱え、彼女の死は病気によるもので、荘厳な埋葬が行なわれたと記している。
ブーディカが亡くなった後、行政長官に着任したガイウス・ユリウス・アルピヌス・クラッシキアヌス(en)は、ブリタンニアへの締め付けを厳しくするスエトニウスを批判した。これに皇帝ネロの解放奴隷政策が相いまって、査察を受けたスエトニウスは罷免、後任のプブリウス・ペトロニウス・トゥルピリアヌスによる穏健策が取られた。以後、ローマのブリタンニア支配は410年まで続いた。
ブーディカが、現在のキングス・クロス駅8,9,10番ホームの下に埋葬されているという、長く言い伝えられている都市伝説がある。元ネタは、この駅が建てられた場所が、ブーディカが自決し埋葬されたと言う伝承が残るバトルブリッジ村だったことにあると思われている。この噂は今や誤りまたはデマとされているが、1937年Lewis Spenceの本『Boadicea - Warrior Queen of the Britons』やそれ以前から囁かれていた噂らしい。現在では、バトルブリッジの名はBroad Ford Bridge、すなはち幅の広いフォード橋が訛ったものと考えられている。ブーディカの埋葬地については、他にハムステッドのパーラメントヒル、またはサフォーク州などという噂もあるが、現在のところ正確には判明していない。

## 原典
古代ローマ時代を生きた最も重視される歴史家のひとりタキトゥスは、ブリタンニアに対し特別な興味を抱いていた。これは、彼の義父に当たるグナエウス・ユリウス・アグリコラが3度にわたり当地に赴任し、スエトニウスの軍事参謀として対処したブーディカの反乱について詳細をタキトゥスに伝えたためと考えられる。
カッシウス・ディオはブーディカの故事について概略のみしか知りえなかったはずで、詳細に亘る記述の情報源は不明である。彼の記述はタキトゥスのそれに準拠しつつ、全体の経緯を簡略化し、かつローマ財政官たちが負っていた債務のくだりなど個別の事件について詳細を加えている。
529年頃、聖ギルダスが著作『ブリンテン島の滅亡について』(De Excidio Britanniae)でブーディカについて著述し、彼特有の変わった見方で「裏切りの雌ライオン」とほのめかしている。ただしこれは、ギルダスがローマのブリタンニア遠征に関する正確な知識を持っておらず、確たる評価には及んでいなかった可能性を否定できない。

## 後世に及ぼした影響

### 中世の歴史書、戯曲、詩、彫刻など
中世の頃までに、ブーディカとその故事は忘れ去られ、ベーダ・ヴェネラビリスの『Historia Brittonum』『マビノギオン』やジェフリー・オブ・モンマスの『ブリタニア列王史』などの歴史書には一切記述されていない。しかし、ルネサンス期にタキトゥスの著作が再発見され、1534年にはオタリアのポリドール・ヴァージル(en)によってブーディカ(Voadicea)の故事はイギリス史に採録された。ラファエル・ホリンシェッドはタキトゥスとディオの著述を根拠に、1577年編纂の『Chronicles』にブーディカの故事を加えた。これは、シェイクスピアと同時代の戯曲作家フランシス・ボーモント(en)とジョン・フレッチャーに影響を与え、1610年には彼らの手による戯曲「Bonduca」が書かれた。また、1782年にはウィリアム・クーパーによる有名な詩「Boadicea, an ode」が詠まれた。
伝説としてのブーディカの名声が高まったのはビクトリア朝時代だった。彼女の名が、時の女王ヴィクトリアと同じ意味を持つとされ、桂冠詩人のアルフレッド・テニスンは詩「Boadicea」を詠んだ。1795年にはイギリス海軍フリゲート艦隊の名称に「Boadicea」が採用され、以後も多くの艦にその名が使われている。
ザクセン＝コーブルク＝ゴータ公子アルバートは彫刻家トーマス・ソーニクロフト(en)に命じブーディカの像を制作させた。1905年に完成したブロンズ製の像は、二人の娘を従えてチャリオット（史実と異なりペルシア帝国調の車に鋤の刃を持つタイプ）に乗り、腕を突き上げたブーディカの迫力を表現した大作に仕上がった。この像はウェストミンスター橋に隣接するウェストミンスター宮殿に据えられ、クーパーの詩の一節が添えられている。

Regions Caesar never knew
Thy posterity shall sway. 

いかな帝も 知る術ぞ無し
汝の御代 推して儚し。

### 現代小説・漫画など
ブーディカの故事は多くの小説や漫画などで、題材として取り上げられている。以下、例を挙げる。
- Mary Mackie著『The People of the Horse』、W H Allen & Co. 1987年。
- J. F. Broxholme著 (偽名Duncan Kyleで著述)『The War Queen』、1967年。
- ローズマリー・サトクリフ著 乾侑美子訳『闇の女王にささげる歌』(Song for a Dark Queen)、1978年/イギリス、2002年/日本語訳 ISBN 4-566-02086-X。
- マンダ・スコット(en)著、シリーズ『Dreaming the Eagle』（2003年）、『Dreaming the Bull』(2004年)、『Dreaming the Hound』(2005年)、『Dreaming the Serpent Spear』2006年。
- Joyce Doré著『Hemlock』、2002年。この小説でブーディカと二人の娘はローマまで連行され、皇帝ネロと面会する。その席で彼女にはドクニンジン（＝hemlock）の飲み物が供される。Doréはこれを一種の霊感と、彼女が歴史上の人物と交わした会話の記録から導かれたものだと主張した。
- アラン・ゴールド(en)著『Warrior Queen』、2005年。
- シャーロット・ブロンテの長編小説『ジェーン・エア』（1847年）では、ロチェスター氏の語りの中に女王ブーディカについて触れる部分がある。
- ハリイ・タートルダヴの小説『Ruled Britannia』では、無敵艦隊に打ちのめされたイギリスのためにシェイクスピアが戯曲を書きスペインへの反撃を沸き立たせたとあるが、この戯曲はブーディカの故事を描いたものとされる。
- アリス・ボチャード(en)の小説『Tales of Guinevere』シリーズ主人公グイネヴィアは、ブーディカの女系子孫として描かれている。
- イギリス海軍フリゲート艦隊「Boadicea」は、パトリック・オブライアンのシリーズ小説『英国海軍の雄 ジャック・オーブリーシリーズ』(Aubrey–Maturin series)の「攻略せよ、要塞モーリシャス」(The Mauritius Command)でも登場する。
- 詩人アドリエンヌ・リッチは『Snapshots of a daughter-in-law』でブーディカを参照している。[21]
- トム・クランシーの小説『ネットフォース・エクスプローラーズ』シリーズ第9巻「Private Lives」には、伝説の女王に由来する名を持つ女性キャラクター「Bodicea」が登場する。
- パット・ミルズ(en)作、グレン・ファブリー(en)とダーモット・パワー(en)画による、『2000AD』(en)シリーズの連載コミック『Sláine』のエピソード「"Demon Killer" and "Queen of Witches"」(1993〜1994年)は、ブーディカの故事を下敷きにしている。
- マイケル・ターナー(en)原作のアメリカン・コミックスシリーズ『ウィッチブレイド』では、超自然的な武器「ウィッチブレイド」を手にした歴史上の女性のひとりとしてブーディカが登場する。
- 1990年代のDCコミックス連載『グリーンランタン』に登場する超警察機構グリーンランタン・コーズには、凶暴な女性戦士というプロフィールのメンバー「Boodikka」が在籍している。
- アラン・ムーアとエディ・キャンベル(en)のグラフィックノベル『フロム・ヘル』において、登場人物のウイリアム・ガル卿は、ブーディカの敗北は女系継承社会の終焉を示すと語った。
- アンバー・ベンソン(en)とクリストファー・ゴールデン(en)のWeb配信映画と本『Ghosts of Albion』シリーズには「Queen Bodicea」という名のアルビオン（イギリスの古い名）を守る霊が登場する。
- チャーリー・フレッチャーによる児童小説『ストーンハート』シリーズにて、上述したウェストミンスター宮殿に所在するブーディカと娘たちを模った銅像が主人公たちの味方として登場する。
- あしべゆうほ著『クリスタル☆ドラゴン』。
- 牧あけみ著の漫画『花嫁は謎に満ちて』。スーザン・スペンサー・ホール原作のハーレクィン・ヒストリカル。チェスの駒のクイーン。ボアディケアとして主人公を助ける。
- ゼロ THE MAN OF THE CREATION

### 映画・TV・ドキュメンタリー
- ブーディカの故事は2度映画化されている。1928年にはフィリス・ニールソン・テリー主演『Boadicea』[22]。2003年にはイギリスのテレビ局製作、アンドリュー・デイヴィス(en)脚本、ブーディカ役のアレックス・キングストン主演『ウォリアクイーン』（原題："Boudica"、アメリカ公開時のタイトルは"Warrior Queen"）[23]。さらに2008年公開予定で製作されている『Warrior』（ブライアン・クラグマンとリー・スターンサル脚本ギャヴィン・オコナー(en)監督、メル・ギブソン製作）[24]がある。[25]
- TVシリーズでは、1967年にハマーフィルム製作の歴史ドラマ『The Viking Queen』[26]でブーディカの故事を下敷きとしている。
- アメリカの歴史ファンタジーテレビドラマ『ジーナ』3シーズンに、ジェニファー・ウォード・リーランド(en)が演じ、"The Deliverer"ブーディカが登場する。
- アメリカCBS制作のドラマ『NCIS 〜ネイビー犯罪捜査班』のエピソード"Bloodbath"で、ブーディカの故事が言及される。
- BBC製作のドラマ『ディブリーの教区牧師』The Vicar of Dibleyの主要登場人物Geraldine Grangerのミドルネームは当初「Boadicea」だった。[注釈 7]
- 1980年代にアメリカで放送された子供向けテレビアニメ『アルビンとチップマンクス』3クールのエピソード「Romancing Miss Stone」に「Boudikat」というキャラクターが登場する。
- グレッグ・ワイズマン(en)製作のテレビシリーズ『ガーゴイルズ』に「Boudicca」というキャラクターが登場する。
- 映画『否定と肯定Denial』には、レイチェル・ワイズの演じる歴史学者・デボラ・リップシュタットがロンドンでの裁判の前後に、ジョギングの途中、立ち止まって女王ブーディカ像を見上げるシーンがある。

ブーディカと彼女の反乱については、幾度もドキュメンタリーが制作されている。以下に例を表示する。
- 『Warrior Women』エピソード5、ディスカバリーチャンネル製作、司会ルーシー・ローレス(ニュージーランドの歌手兼女優)
- 『History Bites』"Xena's Evil Sister"
- 『Warrior Queen Boudica』History International Channel製作、2006年
- 『Battlefield Britain』BBC製作、2004年

### 現代音楽
- アイルランドのシンガーソングライター、エンヤは、ブーディカを歌った「ボーディセア」(Boadicea)を1986年のアルバム『エンヤ』(ENYA)に収録し、1992年にはリミックス版が発売された。この曲は他のミュージシャンによってカバーされており、幾つかの例を挙げると、アメリカのラッパースカーフェイスのセカンドアルバム『The World is Yours』収録、フージーズのシングル「Ready or Not」へのカップリング、2004年に発売されたマリオ・ワイナンズ(en)のシングル「I Don't Wanna Know」（編曲ショーン・コムズ）へのカップリングなどがある。
- スコットランドのシンガーソングライター、スティーヴ・マクドナルド(en)は1997年にブーディカの生涯と悲劇的な死を歌った曲「Boadicea」を作曲し、アルバム『Stone of Destiny』に収録した。[27]
- イギリスのロックバンドザ・リバティーンズはアルバム『Up The Bracket』収録曲「The Good Old Days」内で"Queen Boadicea"を、彼女の魂は今もイギリスとともにあると歌った。[28]
- イギリスのヘヴィメタルバンドバルサゴスはアルバム『Battle Magic』にイケニ族の反乱を描いた曲「Blood Slakes the Sand at the Circus Maximus」と、ブーディカ(Boudicca)の名を用いた「When Rides the Scion of the Storms」を収録している。[29]
- フェイス・アンド・ザ・ミューズ(en)は2003年のアルバム『The Burning Season』に、ブーディカに捧げる曲「Boudiccea」を収録している。この曲ではブーディカは剣で自殺したことになっている。[30]
- ドイツの歌手ペトラ・ベルガーは11人の著名な女性を題材に製作したアルバム『Eternal Women』に「Boadicea」を収録している。

### オカルト
ブーディカのさまよえる魂の目撃情報がリンカンシャー州で報告されたことがある。それによると、19世紀中ごろから多くの旅行者や自動車運転手がチャリオットに乗り何処かを目指す彼女の姿を見たというものである。この情報が様々な言い争いを喚起し、ある者はブーディカの亡霊は彼女の死からずっと彷徨っていると言い、またある者は19世紀頃から高まった彼女の故事についてのイギリス国民の興味がその魂をこの世に召喚したのだと主張した。この真偽は多くの幽霊騒動と同じく、個人の責任で判断するべきものだろう。

### 色々な「ブーディカ」
- インド小王国の王妃ラクシュミー・バーイーは、その経歴から「インドのジャンヌ・ダルク」とも「インドのブーディカ」とも呼ばれる。
- アイリッシュ及びケルティックのジュエリーを扱う輸入業者が名を頂いている（こちらの読みは「ボウディッカ」）[32]。
- 2003年、マンソン住血吸虫のゲノムから発見されたレトロトランスポゾン(LTR)に「Boudicca」の名がつけられた。[33]
- 2005年にファンタジーフライトゲーム社から20年ぶりに刷新し販売されボードゲーム『ブリタンニアII』(en)では、ブーディカとベルガエ族(en)の反乱が要素に加えられた。
- 2005年、ニューヨークコレクション秋冬において、ロンドンのゾーイ・ブローチとブライアン・カークビーのチームが「BOUDICCA」ブランドのシリーズを発表。これはelpee factoryから発売[34]された。
- 2006年、ノルウェーの外航船会社フレッド・オルセン・クルーズ・ライン(en)は、新しい客船に「Boudicca」の名をつけた。
- ボードゲーム：Richard Berg【Druid】,Westend Games
- ボードゲーム：Thomas Sandell【Hell Hath, No Fury】,Wargamer No.39,3W
- ボードゲーム：Richard Berg【Boudicca】,Against the odds、上記「Druid」のリメイク作品